# Jacobus de Meerderekerk (Uithuizen)
De Jacobus de Meerderekerk is een neogotische rooms-katholieke kerk in Uithuizen in de Nederlandse provincie Groningen.
Nadat de middeleeuwse Dionysius kerk van Uithuizen, na de reductie van Groningen, protestant was geworden, werd de apostel Jacobus de Meerdere de schutspatroon van de in 1606 gestichte rooms-katholieke statie van Uithuizen. In 1710 werd het toen gebruikte gebouw vervangen door een schuurkerk, die in 1778 en 1825 werd vergroot. Rond 1860 werd een nieuwe kerk gebouwd door architect J.F. Scheepers (1818-1886) enkele honderden meters westelijker van de oude kerk aan de Hoofdstraat, waarbij de schutspatroon terugkeerde in de naam Jacobus de Meerderekerk.
De Jacobus de Meerderekerk was de eerste neogotische kerk in de provincie Groningen. De kerk is gebouwd in een vroege variant van de neogotiek en heeft gestucte gewelven.
De kerk bevat reliëfs, gemaakt in de jaren tachtig van de 19e eeuw met de kruiswegstaties. Ook bezit de kerk een 16e-eeuws Golgothareliëf van zandsteen. Dit reliëf zou afkomstig zijn uit het door de Spanjaarden verwoeste Kloosterwijtwerd.
De in 1861 geplaatste luidklok met de tekst "bij centen vergaard van groot en kleen roep ik op ter kerk en angelus/been" werd door de Duitsers in de Tweede Wereldoorlog geroofd. Hiervoor in de plaats zijn twee nieuwe klokken gekomen.

## Jacobspad
De Jacobus de Meerderekerk in Uithuizen is ook het startpunt van het Jacobspad, een wandel- en fietsroute naar het Overijsselse Hasselt. Het pad maakt deel uit van de pelgrimsroute naar Santiago de Compostella, de plaats waar Jacobus begraven zou zijn. Het pad werd op 17 mei 2008 geopend door kardinaal Simonis.

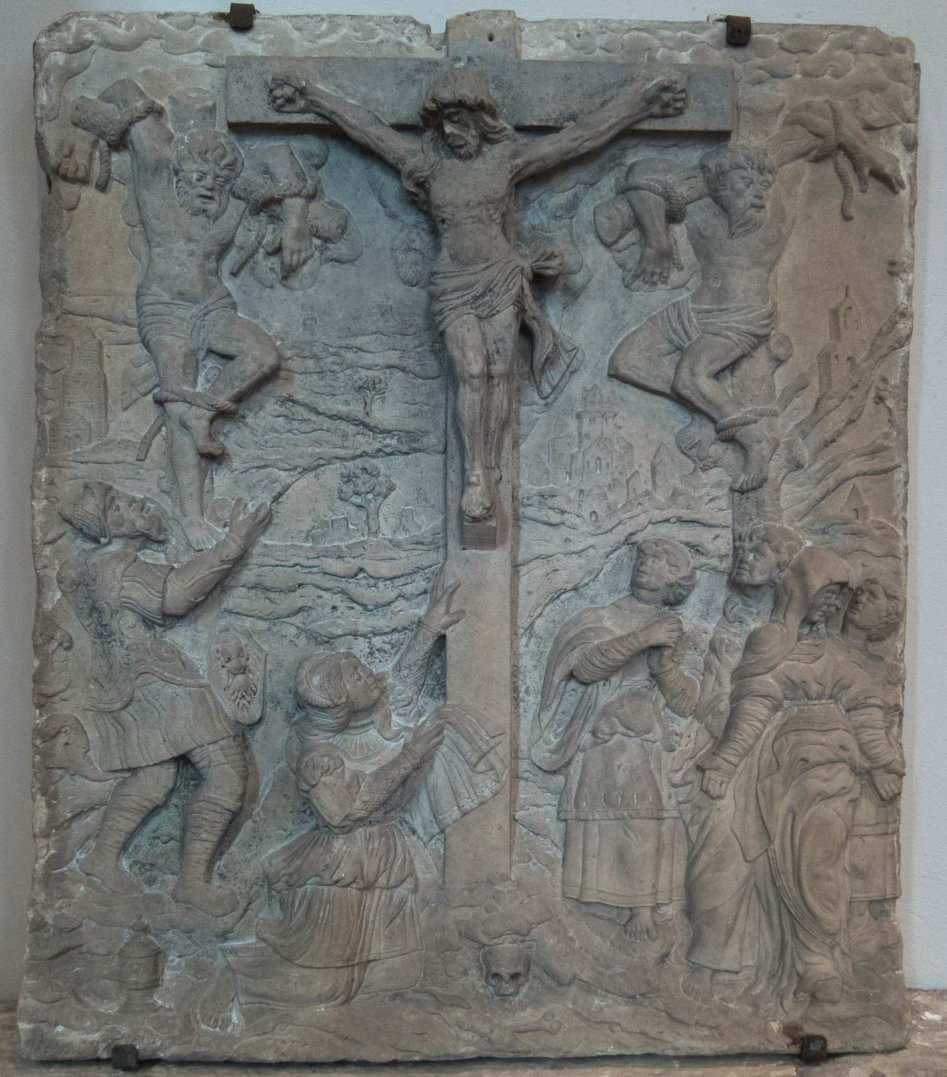
Het Golghotarelief in de kerk
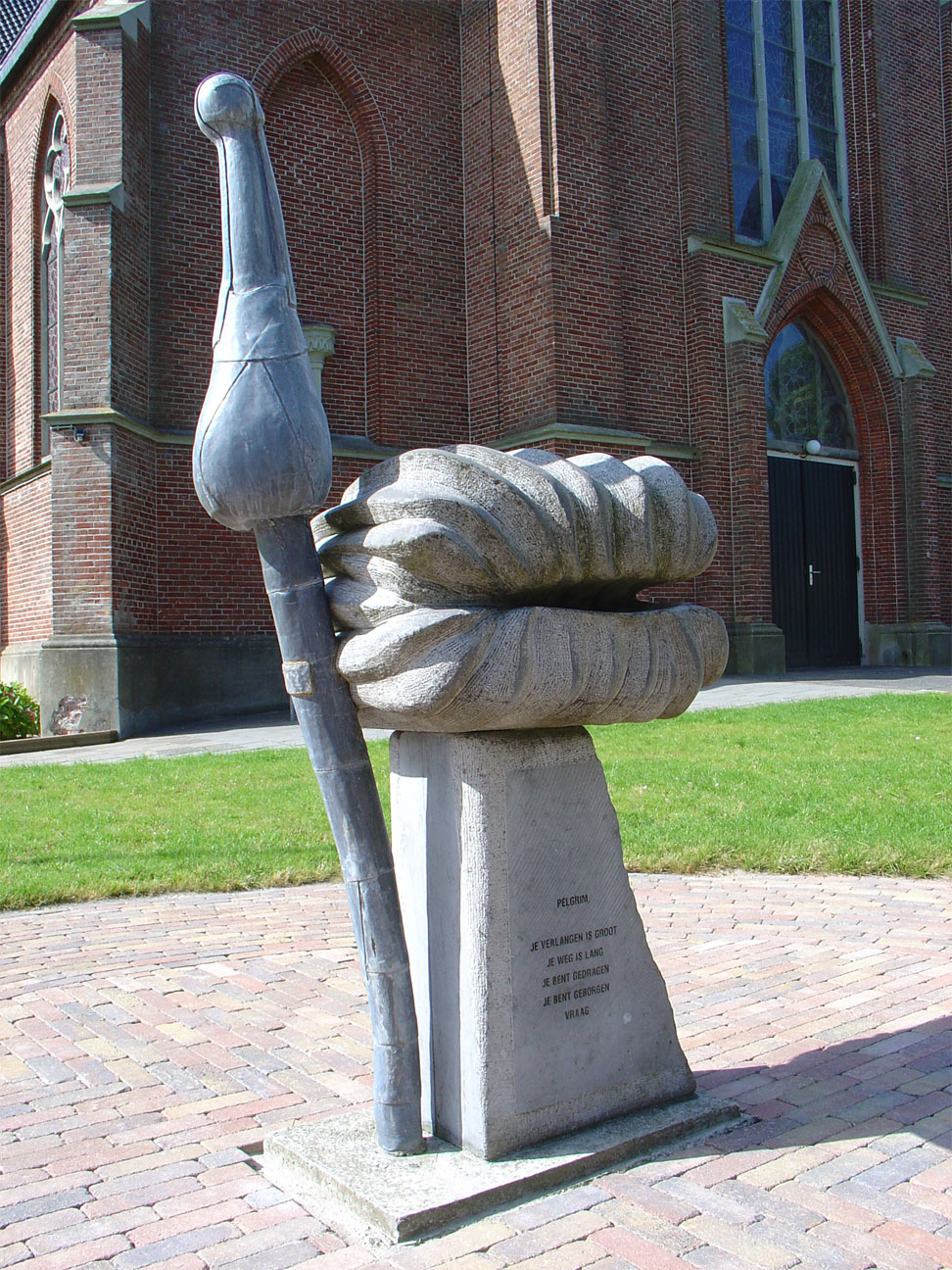
Het Jacobsmonument bij de kerk
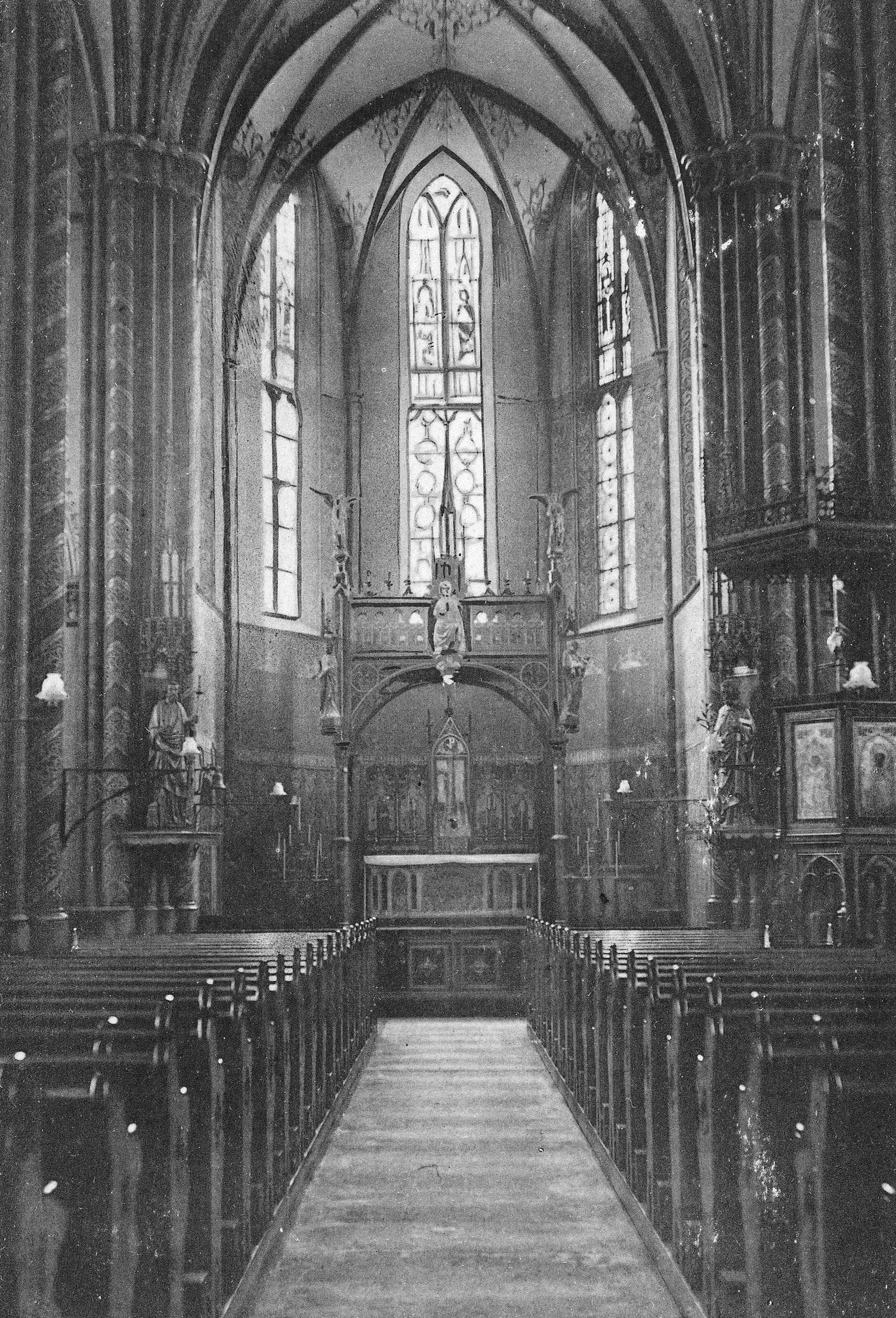
Het interieur van de kerk vóór de 'tweede beeldenstorm'
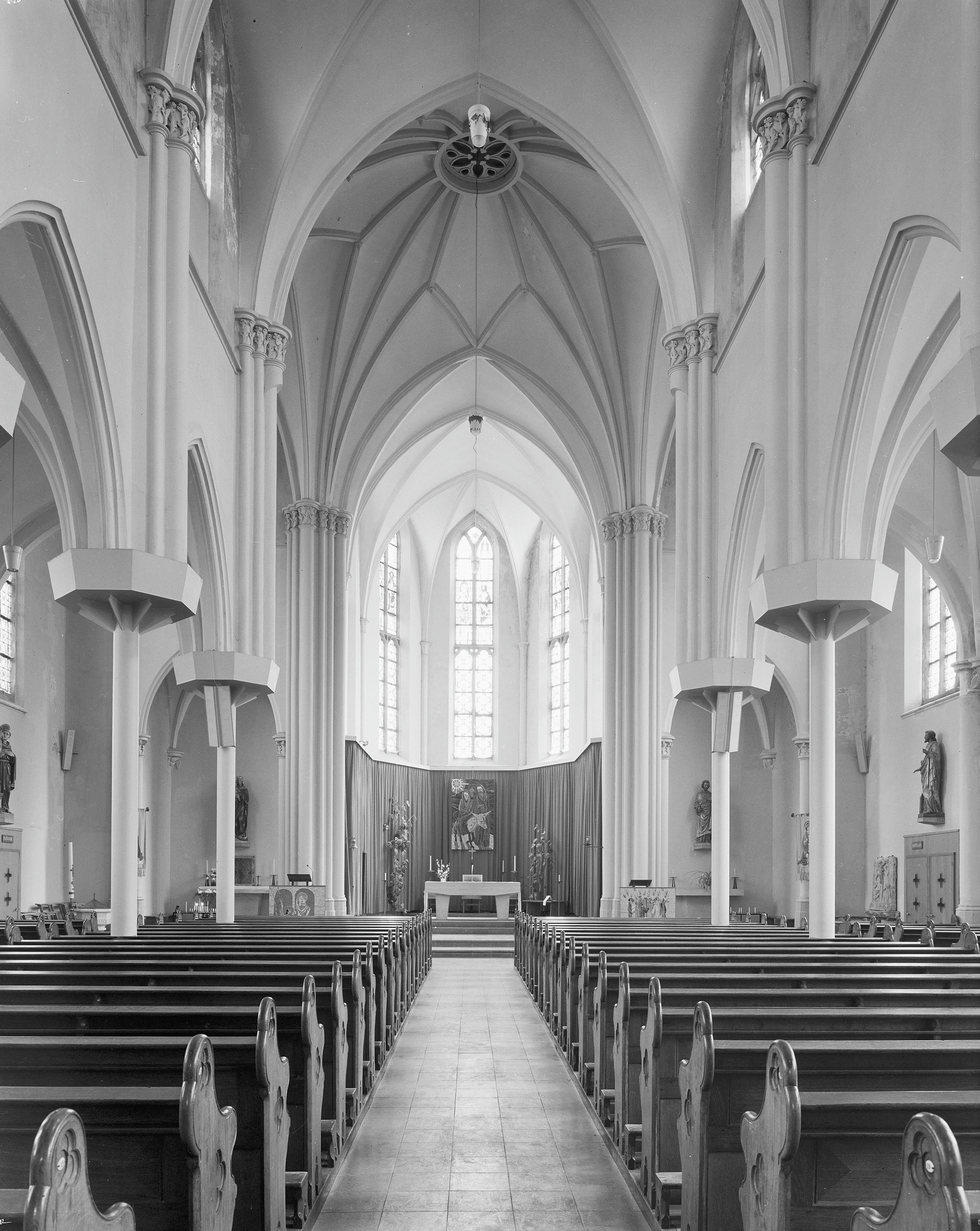
Het interieur van de kerk na de 'tweede beeldenstorm'